# Vrede van Campo Formio
De Vrede van Campo Formio was een vredesverdrag dat op 17 oktober 1797 ondertekend werd door de vertegenwoordigers van Frankrijk (Napoleon Bonaparte) en van Oostenrijk (graaf Ludwig von Cobenzl), in het plaatsje Campo Formio (tegenwoordig Campoformido). De 'vrede' bevestigde de Franse militaire overwinningen.
De bepalingen van dit verdrag waren grotendeels reeds vastgelegd in de Vrede van Leoben van 17 april 1797. De Oostenrijkse Nederlanden (grotendeels het hedendaags België en Luxemburg) kwamen in Franse handen. De republiek Venetië werd opgesplitst: Veneto, Istrië en Dalmatië kwamen bij Oostenrijk, en Korfoe en een aantal eilanden in de Adriatische Zee die bij Venetië hoorden, gingen naar Frankrijk. Andere gebieden in Italië waarvan Oostenrijk afstand moest doen kwamen bij de Cisalpijnse Republiek. Oostenrijk erkende deze en de pas opgerichte Ligurische Republiek als onafhankelijke staten.
Het verdrag bevatte ook een aantal geheime artikelen.
In artikel 1 verplichtte Oostenrijk zich om mee te werken aan de afstand van een deel van de linker Rijnoever door het Heilige Roomse Rijk aan Frankrijk. In artikel 3 stond Oostenrijk het graafschap Falkenstein af. Verder werden er compensaties voorbereid voor de vorsten die door afstand van de linker Rijnoever gebied zouden verliezen. In artikel 8 werd een compensatie voor de prins van Oranje vastgelegd. Ten slotte werd de vrije doorgang voor Franse schepen gewaarborgd op de Rijn, de Maas en de Moezel.
Het verdrag maakte een einde aan de Eerste Coalitieoorlog tussen het republikeinse Frankrijk en de Habsburgse monarchie (leider van de coalitie) die begonnen was in 1792 en aan de Italiaanse Veldtocht van 1796-1797. De coalitie viel uiteen en Napoleon trad als overwinnaar naar voren.